# Trichoderma cornu-damae
Trichoderma cornu-damae  (Syn. Podostroma cornu-damae, Hypocrea cornu-damae) ist ein in Japan und Korea beheimateter Schlauchpilz aus der Ordnung der Krustenkugelpilzartigen (Hypocreales). Der auf Englisch auch Poison Fire Coral genannte hochgiftige Pilz fällt durch seine grellrote Farbe auf und hat verschiedentlich zu Todesfällen geführt.

## Merkmale

### Makroskopische Merkmale
Trichoderma cornu-damae bildet wie alle Vertreter der Familie ein Stroma, ein Hyphengeflecht, in das die eigentlichen Fruchtkörper, die Perithecien eingebettet sind. Dieses Stroma ist zylindrisch bis schmal keulig bis fächer- oder geweihartig geformt und dabei dichotom verzweigt. Es wird 7–9 cm groß und 0,5–0,7 cm dick. Es ist gelbbraun bis orange, der Stiel ist steril. Die Oberfläche ist kahl, glatt, ohne sichtbare Erhebungen der Perithecien. Deren Öffnungen, das Ostiolum, erscheinen als winzige orange Pünktchen. Sie reagieren nicht auf Kalilauge.

### Mikroskopische Merkmale
Das Stroma besteht an dessen Oberfläche aus miteinander verflochtenen 2,5–3,5 µm dicken Hyphen mit einigen kurzen freien Enden. Das Gewebe unter der oberen Schicht besteht nur aus verflochtenen Hyphen.
Die Perithecien sind im Querschnitt elliptisch, 280–340 µm groß und 130–200 µm breit. Sie sind umgeben von verflochtenen dünnwandigen Hyphen. Die Perithecienspitzen ragen kaum aus der Stromaoberfläche hervor. Die Schläuche sind zylindrisch geformt, sie werden (131–)135–158(–180) × (5.0–)6.5–8.2(–9.8) μm groß, der Apex ist verdickt und mit einem Ring versehen. Die Ascosporen sind hyalin, fein stachelig und treten in zwei Formen (dimorph) auf: Die distalen Sporen sind fast kugelig bis leicht konisch und messen (3.0–)3.5–4.0(–4.5) × (2.8–) 3.0–3.2(–4.0) μm; die proximalen Sporen sind eher elliptisch bis keilförmig oder fast kugelig und messen (3.0–)3.2–4.0(–5.0) × (2.3–)2.5–3.2(–4.0) μm.

### Ähnliche Arten
Durch das keulenförmige Wachstum und die leuchtenden Farben besteht eine gewisse Ähnlichkeit mit Kernkeulen und entfernt auch mit dem Glänzenden Lackporling. Weil ähnliche Arten in Japan teilweise gesammelt und in der traditionellen Medizin verwendet werden, kann es zu Verwechslungen kommen, die Vergiftungen verursachen.

## Ökologie und Verbreitung
Podostroma cornu-damae wächst auf verrottendem Holz. Der Pilz ist in Japan und Korea beheimatet und auch aus Tibet bekannt. Ein Einzelfund ist in Costa Rica dokumentiert. Anfang Oktober 2019 wurde erstmals ein Exemplar in Australien in einem Vorort der nordaustralischen Stadt Cairns entdeckt.

## Toxizität
Der Schlauchpilz gilt als der weltweit giftigste Pilz. Bereits der Verzehr eines Gramms kann eine tödliche Knochenmarksdepression verursachen. Außerdem ist Trichoderma cornu-damae der einzige bekannte Pilz, dessen Giftstoffe möglicherweise auch über die menschliche Haut aufgenommen werden können – allerdings ist es zweifelhaft, ob die bloße Berührung des Fruchtkörpers eine Vergiftung auslösen kann.
Der Pilz enthält makrocyclische Trichothecene, darunter mehrere Satratoxine, Roridin E, und Verrucarin J. Sein Verzehr ruft im frühen Stadium Durchfall, Erbrechen und Dehydration hervor. Darauf folgen Hypotension, Oligurie, Veränderungen der Wahrnehmung, und Störung des Bewusstseins. Ohne Behandlung kommt es in Folge zu einer Verminderung der weißen Blutkörperchen und der Blutplättchen (Leukopenie und Thrombozytopenie), Abstoßung von Hautschuppen an Gesicht und Handflächen (Desquamation) und auch Haarverlust.  Die Patienten sterben an multiplem Organversagen. Durch Blutplättchentransfusion können die Patienten gerettet werden. Auch bleibende Gehirnschäden sind möglich.
Aus Japan und Korea sind mehrere Fälle von Vergiftungen mit Todesfolge bekannt.

## Systematik und Taxonomie
Podostroma cornu-damae wurde von Narcisse Théophile Patouillard 1895  als Hypocrea cornu-damae erstbeschrieben. 1934 erhielt die Art von Boedijn den gültigen Namen. Allerdings wurde er von den japanischen Mykologen Tsuguo Hongo und Masana Izawa 1994 nochmal beschrieben, sodass er in der Taxonomie Datenbank Mycobank als Podostroma cornu-damae (Pat.) Hongo & Izawa (1994) geführt wird, in der anderen weit verbreiteten Datenbank Index Fungorum als Podostroma cornu-damae (Pat.) Boedijn. Zudem zeigten Chamberlain und Kollegen, dass die Gattungen Podostroma und Hypocrea phylogenetisch nicht zu trennen sind. Daher wäre eigentlich wieder der ursprüngliche Name Hypocrea cornu-damae der Gültige. Allerdings bilden die Hypocrea-Arten die Hauptfruchtformen der Gattung Trichoderma. Aufgrund von Änderungen im Nomenklatur-Code wurde der Gattungsname Trichoderma als Nomen conservandum vorgeschlagen, der gegenüber der teleomorphen Gattung Hypocrea zu bewahren ist. Daher sind nun alle ehemaligen Podostroma-Arten in der Gattung Trichoderma integriert, auch wenn vorher keine Nebenfruchtform bekannt war. Der nun gültige Name ist daher Trichoderma cornu-damae. Eventuell ist die aus Japan als Podostroma cornu-damae beschriebene Art mit Hypocrea grossa ident.